# Europese weg 30
De Europese weg 30 (E30, de vroegere E8) loopt van Cork in Ierland naar Omsk in het Aziatische deel van Rusland. De E30 sluit aan op de route richting Vladivostok en maakt hiermee deel uit van een transcontinentale verbinding. In totaal heeft deze verbinding een lengte van 12.000 km.

## Plaatsen langs de E30
De E30 loopt onder meer langs de volgende plaatsen:
| Ierland - Cork - Waterford - Wexford - Rosslare Vervolgens met de veerboot naar het Verenigd Koninkrijk Verenigd Koninkrijk - Fishguard - Swansea - Cardiff - Newport - Bristol - Londen - Colchester - Ipswich - Felixstowe route onderbroken | Nederland - Hoek van Holland - Naaldwijk - Den Haag - Gouda - Utrecht - Amersfoort - Apeldoorn - Deventer - Hengelo Duitsland - Osnabrück - Bad Oeynhausen - Hannover - Braunschweig - Maagdenburg - Berlijn - Frankfurt (Oder) | Polen - Świecko - Świebodzin - Poznań - Września - Łódź - Warschau - Mińsk Mazowiecki - Siedlce - Biała Podlaska - Terespol Wit-Rusland - Brest - Minsk Rusland - Smolensk - Moskou - Rjazan - Penza - Samara - Oefa - Tsjeljabinsk - Koergan - Isjim - Omsk |

## Nationale wegnummers
De E30 volgt deze nationale routes:
Ierland
- N25 Cork - Rosslare Europort

Verenigd Koninkrijk
- A487 Goodwick - Fishguard
- A40 Fishguard - Carmarthen
- A48 Carmarthen - Llanelli
- M4 Llanelli - Swansea - Cardiff - Bristol - Slough
- M25 Slough - Brentwood
- A12 Brentwood - Ipswich
- A14 Ipswich - Felixstowe

Nederland
- N223 Hoek van Holland - Maasdijk
- N213 Maasdijk - Naaldwijk
- N222 Naaldwijk - Wateringen
- N211 Wateringen - Den Hoorn
- A4 Den Hoorn - Den Haag
- A12 Den Haag - Utrecht
- A27 Utrecht
- A28 Utrecht - Amersfoort
- A1 Amersfoort - Borne
- A1/A35 Borne
- A1 Borne - De Lutte

Duitsland
- A30 Gildehaus - Kreuz Bad Oeynhausen
- A2 Bad Oeynhausen - Hannover - Maagdenburg - Dreieck Werder
- A10 Dreieck Werder - Dreieck Spreeau
- A12 Dreieck Spreeau - Frankfurt (Oder)

Polen
- A2 Świecko - Poznań - Łódź - Warszawa Konotopa (knooppunt)
- S2 Konotopa - Warszawa Lubelska (knooppunt)
- A2 Lubelska - Siedlce Południe (knooppunt en tevens einde A2)
- DK2 Siedlce - Biała Podlaska - Terespol

Wit-Rusland
- M1 Brest - Minsk - Vorsja

Rusland
- M-1 Smolensk - Moskou
- M-5 Moskou - Ryazan' - Penza - Samara - Oefa - Tsjeljabinsk
- R-254 Tsjeljabinsk- Kurgan - Omsk

## Verloop van de route
- Hemelsbreed is het van Omsk in Siberië tot Cork in Ierland ongeveer 5100 km. De lengte van de weg is ongeveer 5800 km. Deze lengte is verspreid over zeven landen, waarvan het grootste gedeelte door Rusland en het kleinste gedeelte door Ierland gaat.
- De E30 loopt in het Verenigd Koninkrijk (onbewegwijzerd) naar Felixstowe, op de linkeroever van de Stour. Hiervandaan vertrekt echter geen ferry meer naar Hoek van Holland waar de E30 zijn route vervolgt. De ferry naar Hoek van Holland vertrekt vanuit  Harwich, op de rechteroever, en is te bereiken via de A120/E32 via Ipswich en Manningtree.

## Trivia
- De E30 is de langste E-route binnen één land, namelijk Rusland.[2]
- In de jaren 1988-1994 bestond er een reisbureau in Nederland met de naam E-30 Reizen dat als een van de eerste reizen een buskampeertocht over de E30 aanbood, met als vertrekplaats Utrecht en als stopplaatsen Berlijn, Warschau, Minsk, Smolensk en Moskou.[3]
- Deze autostrade is met zijn totale lengte van 12.000 km de langste van Europa.